# 657
- Wikisource

| Calendário gregoriano                                                        | 657 DCLVII                      |
| Ab urbe condita                                                              | 1410                            |
| Calendário arménio                                                           | 105 – 106                       |
| Calendário bahá'í                                                            | -1187 – -1186                   |
| Calendário budista                                                           | 1201                            |
| Calendário chinês                                                            | 3353 – 3354                     |
| Calendário copta                                                             | 373 – 374                       |
| Calendário etíope                                                            | 649 – 650                       |
| Calendários hindus - Vikram Samvat - Calendário nacional indiano - Cáli Iuga | 712 – 713 578 – 579 3757 – 3758 |
| Calendário Holoceno                                                          | 10657                           |
| Calendário islâmico                                                          | 36 – 37                         |
| Calendário judaico                                                           | 4417 – 4418                     |
| Calendário persa                                                             | 35 – 36                         |
| Calendário rúnico                                                            | 907                             |
| Calendário solar tailandês                                                   | 1200                            |

657 (DCLVII, na numeração romana) foi um ano comum do século VII que começou num domingo, segundo o calendário juliano.  Segundo o horóscopo chinês, foi o ano da Serpente.
| Ano completo                        |
| ----------------------------------- |
| Ano comum com início à quinta-feira |

## Eventos
- 30 de Julho - É eleito o Papa Vitaliano.
- A Dinastia Tang sob o Imperador Gaozong derrota um exército Turco.

## Mortes
- 2 de Junho - Papa Eugénio I